# Collegio elettorale di Milano 2 (Senato della Repubblica)
Il collegio Milano 2 fu un collegio elettorale uninominale della Repubblica Italiana per l'elezione del Senato della Repubblica. Apparteneva alla Circoscrizione Lombardia e fu utilizzato per eleggere un senatore nella XII, XIII e XIV legislatura.
Venne istituito nel 1993 con la cosiddetta Legge Mattarella (Legge n. 276, Norme per l'elezione del Senato della Repubblica), attuata in seguito al referendum abrogativo del 1993. La legge istituì per la Camera dei deputati e per il Senato della Repubblica un sistema di elezione misto, in parte maggioritario e in parte proporzionale. Il 75% dei parlamentari dell'assemblea veniva eletto in collegi uninominali tramite sistema maggioritario a turno unico; il restante 25% al Senato veniva eletto tramite recupero proporzionale dei più votati non eletti attraverso un meccanismo di calcolo denominato scorporo, cioè sottraendo dal conteggio dei voti totali di una lista nella parte proporzionale i voti ottenuti dai candidati collegati alla medesima lista che erano eletti nei collegi uninominali con il sistema maggioritario.
Il collegio venne abolito insieme a tutti gli altri che costituivano il Senato con la promulgazione della legge elettorale successiva, la cosiddetta Legge Calderoli. Questa prevedeva un sistema proporzionale con premio di maggioranza, che al Senato veniva attribuito a livello regionale.

## Territorio
Il collegio Milano 2 era uno dei 35 collegi uninominali in cui era suddivisa la Lombardia e, come previsto dal D.Lgs. del 20 dicembre 1993 n. 535, comprendeva parte del comune di Milano, che complessivamente contava sei collegi uninominali al Senato.

## Eletti
| Elezione | Elezione | Senatore                | Partito                  |
| -------- | -------- | ----------------------- | ------------------------ |
|          | 1994     | Giancarlo Pagliarini    | Polo delle Libertà (LN)  |
|          | 1996     | Saverio Vertone         | Polo per le Libertà (FI) |
|          | 2001     | Gianpiero Carlo Cantoni | Casa delle Libertà (FI)  |

## Dati elettorali

### XII legislatura
|                               | Giancarlo Pagliarini ✔️ Eletto | Polo delle Libertà           | 75 660  | 45,48 |  |  |  |  |  |
|                               | Domenico Pisapia               | Progressisti                 | 44 268  | 26,61 |  |  |  |  |  |
|                               | Francesco Servello             | Alleanza Nazionale           | 15 736  | 9,46  |  |  |  |  |  |
|                               | Giuseppe Di Bella              | Patto per l'Italia           | 15 454  | 9,29  |  |  |  |  |  |
|                               | Roberto Miglio                 | Lista Pannella-Riformatori   | 7 551   | 4,54  |  |  |  |  |  |
|                               | Rita Cianciulli                | Lega Alpina Lumbarda         | 3 259   | 1,96  |  |  |  |  |  |
|                               | Alfa Orlandi                   | Partito Pensionati           | 2 574   | 1,55  |  |  |  |  |  |
|                               | Giacomo Conti                  | Lega di Angela Bossi         | 1 210   | 0,73  |  |  |  |  |  |
|                               | Isabella Ruelle                | Partito della Legge Naturale | 652     | 0,39  |  |  |  |  |  |
| Totale                        | Totale                         | Totale                       | 166 364 | 100   |  |  |  |  |  |
|                               |                                |                              |         |       |  |  |  |  |  |
| Voti non validi               | Voti non validi                | Voti non validi              | 5 405   | 3,15  |  |  |  |  |  |
| Votanti                       | Votanti                        | Votanti                      | 171 769 | 86,99 |  |  |  |  |  |
| Elettori                      | Elettori                       | Elettori                     | 197 465 |       |  |  |  |  |  |
|                               |                                |                              |         |       |  |  |  |  |  |
| Data: 27-28 marzo 1994        |                                |                              |         |       |  |  |  |  |  |
| Fonte: Ministero dell'interno |                                |                              |         |       |  |  |  |  |  |

### XIII legislatura
|                               | Saverio Vertone ✔️ Eletto   | Polo per le Libertà                      | 73 168  | 46,36 |  |  |  |  |  |
|                               | Vera Squarcialupi ✔️ Eletta | L'Ulivo                                  | 57 061  | 36,15 |  |  |  |  |  |
|                               | Gianmaria Galimberti        | Lega Nord                                | 18 127  | 11,48 |  |  |  |  |  |
|                               | Alessandro Litta Modignani  | Lista Pannella-Sgarbi                    | 4 385   | 2,78  |  |  |  |  |  |
|                               | Massimo Pozzoli Errante     | Movimento Sociale Fiamma Tricolore       | 2 369   | 1,50  |  |  |  |  |  |
|                               | Luciano Conconi             | Lega per l'Autonomia - Alleanza Lombarda | 1 024   | 0,65  |  |  |  |  |  |
|                               | Aldo Follador               | Partito Socialista                       | 875     | 0,55  |  |  |  |  |  |
|                               | Teresa Mascaretti           | Federazione Liste Civiche                | 827     | 0,52  |  |  |  |  |  |
| Totale                        | Totale                      | Totale                                   | 157 836 | 100   |  |  |  |  |  |
|                               |                             |                                          |         |       |  |  |  |  |  |
| Voti non validi               | Voti non validi             | Voti non validi                          | 5 629   | 3,44  |  |  |  |  |  |
| Votanti                       | Votanti                     | Votanti                                  | 163 465 | 83,96 |  |  |  |  |  |
| Elettori                      | Elettori                    | Elettori                                 | 194 694 |       |  |  |  |  |  |
|                               |                             |                                          |         |       |  |  |  |  |  |
| Data: 21 aprile 1996          |                             |                                          |         |       |  |  |  |  |  |
| Fonte: Ministero dell'interno |                             |                                          |         |       |  |  |  |  |  |

### XIV legislatura
|                               | Gianpiero Carlo Cantoni ✔️ Eletto | Casa delle Libertà                       | 71 886  | 49,19 |  |  |  |  |  |
|                               | Giorgio Malagoli                  | L'Ulivo                                  | 49 572  | 33,92 |  |  |  |  |  |
|                               | Giuseppina Bagnoli                | Partito della Rifondazione Comunista     | 6 947   | 4,75  |  |  |  |  |  |
|                               | Pasquale Quinto                   | Lista Emma Bonino                        | 5 588   | 3,82  |  |  |  |  |  |
|                               | Emmanuele Giusti                  | Lista Di Pietro                          | 4 524   | 3,10  |  |  |  |  |  |
|                               | Cesare Silipo                     | Lega per l'Autonomia - Alleanza Lombarda | 2 342   | 1,60  |  |  |  |  |  |
|                               | Attilio Carelli                   | Fiamma Tricolore                         | 1 537   | 1,05  |  |  |  |  |  |
|                               | Florida Longhi                    | Partito Pensionati                       | 1 272   | 0,87  |  |  |  |  |  |
|                               | Filippo Meda                      | Democrazia Europea                       | 1 006   | 0,69  |  |  |  |  |  |
|                               | Virginio Carnevali                | Va' Pensiero Padania                     | 731     | 0,50  |  |  |  |  |  |
|                               | Gabriella Fortuna                 | Forza Nuova                              | 414     | 0,28  |  |  |  |  |  |
|                               | Mariella Della Vedova             | Partito Liberal-Popolare                 | 162     | 0,11  |  |  |  |  |  |
|                               | Massimo Pighetti                  | I Liberaldemocratici - Basta!            | 149     | 0,10  |  |  |  |  |  |
| Totale                        | Totale                            | Totale                                   | 146 130 | 100   |  |  |  |  |  |
|                               |                                   |                                          |         |       |  |  |  |  |  |
| Voti non validi               | Voti non validi                   | Voti non validi                          | 7 099   | 4,63  |  |  |  |  |  |
| Votanti                       | Votanti                           | Votanti                                  | 153 229 | 82,05 |  |  |  |  |  |
| Elettori                      | Elettori                          | Elettori                                 | 186 762 |       |  |  |  |  |  |
|                               |                                   |                                          |         |       |  |  |  |  |  |
| Data: 13 maggio 2001          |                                   |                                          |         |       |  |  |  |  |  |
| Fonte: Ministero dell'interno |                                   |                                          |         |       |  |  |  |  |  |